# Femund
El lago Femund es el tercer lago de Noruega —el segundo natural—, y se encuentra en los municipios de Os y Engerdal —condado de Innlandet— y de Røros —condado de Trøndelag. Tiene una superficie de 204 km², una profundidad máxima de 131 m, su volumen se calcula en 6 km³ y su superficie queda a 662 m s. n. m.
El parque nacional de Femundsmarka, un parque declarado en 1971 en un área de pantanos y lagos, protege en parte el lago Femund.

## Etimología
El significado del primer elemento (Fe- o Fem-) se desconoce y el último elemento es el sufijo -mund o -und (ambos comunes en topónimos noruegos).